# Veryan Weston
Veryan Weston (Uckfield, 3 september 1950) is een Britse jazzpianist van de Creative Jazz en Europese improvisatiemuziek.

## Biografie
Veryan Weston kwam in 1972 uit zijn geboortestad Cornwall naar Londen en was als zelfstandig jazzpianist en improvisator werkzaam in de Little Theatre Club. Met ondersteuning van de Digswell Arts Trust in Hertfordshire schreef hij in 1975 met financiële steun van de Arts Council of Great Britain een boek over piano-improvisatie. Ondertussen werkte hij met de formatie Stinky Winkles, waarvoor hij ook componeerde. Met de band werd hij in 1979 gekozen tot «Young Musician of 1979» door de Greater London Arts Association en won hij drie prijzen in Frankrijk, Spanje en Polen. Vervolgens werkte hij samen met artiesten van de videokunst en had hij in 1979 een tentoonstelling en een solo-optreden in het Londense Victoria and Albert Museum. In 1980 trad hij op tijdens het Hammersmith Jazz Festival met de artiest Stephen Cochrane.
Tijdens deze periode componeerde en speelde hij ook nummers voor films, waaronder met Lol Coxhill voor Carravaggio (1985) van Derek Jarman. Zijn toenemende interesse voor multimedia-projecten resulteerden in het bezoeken van cursussen in het bereik Performance Art aan de Middlesex Polytechnic School. In 1990 kreeg hij een master-afronding in muziekcomposities aan het Goldsmiths College van de universiteit in Londen. Daarna werkte hij kort als docent aan de Bretton Hall and Middlesex University.
Tijdens de jaren 1980 en begin jaren 1990 werkte hij vooral met Eddie Prévost in diens kwartet, met Trevor Watts, in duet-formaties met Lol Coxhill, met Jon Rose, Caroline Kraabel en Phil Minton. Bovendien speelde hij in duet met de trombonist Günter Heinz en in ensembleprojecten van Minton, als het riverun-project van het Phil Minton Quartet met John Butcher en Roger Turner en in het London Improvisers Orchestra. Hij speelde tijdens talrijke belangrijke festivals in Europa, Canada en India.

## Discografie
Albums onder zijn eigen naam
- 1972-1987: Veryan Weston: Underwater Carol (soloalbum, Matchless)
- 1996: Verynan Weston: Playing Alone (Acta)
- 2003: Veryan Weston: Tessellations for Lutheal Piano (Emanem) solo
- 1998-2004: Veryan Weston/John Edwards/Mark Sanders: Mercury Concert (Emanem); Gateway to Vienna (Emanem)
- 2011: Different Tesselations
- 2011: Trevor Watts & Veryan Weston: 5 More Dialogues
- 2012: Veryan Weston / Ingrid Laubrock / Hannah Marshall: Haste (Emanem)

Als sideman
- 1979-1984: Lol Coxhill: Joy of Paranoia (Ogun), Digswell Duets (Random Radar), The Inimitable Lol Coxhill (Chabada)
- 1983: Eddie Prevost Quartet: Continuum (Matchless)
- 1985: Trevor Watts: Moire Music (Arc)
- 1987: Phil Minton: Ways (1987), Ways past (ITM records)
- 1990: Phil Minton/Verynan Weston: Songs from a Prison Diary (Leo Records met Maggie Nicols en koor)
- 1996: Phil Minton Quartett: A Mouthful of Ecstasy (Victo Records)
- 1998: John Butcher: Music on Seven Occasions (Meniscus)